# Drei Schwestern (Antarktika)
Die Drei Schwestern sind eine Gruppe dreier bis zu 2250 m hoher Nunatakker im ostantarktischen Viktorialand. Sie ragen südöstlich der Brawn Rocks, südwestlich der Brien Rocks und nordöstlich der Lister-Nunatakker im Südosten des Rennick-Firnfelds auf.
Wissenschaftler der deutschen Expedition GANOVEX IV (1984–1985) benannten sie.